# أوستين بيلكناب
أوستين بيلكناب هو مهندس مدني ومهندس وسياسي أمريكي، ولد في 18 يوليو 1819 في ويستبورو (ماساتشوستس) في الولايات المتحدة، وتوفي في 9 ديسمبر 1902 في Roxbury, Boston ‏ في الولايات المتحدة.